# ونتا دو بنس
ونتا دو بنس (به اسپانیایی: Venta de Baños) یک شهرستان در اسپانیا است که در El Cerrato واقع شده‌است.

## خصوصیات
ونتا دو بنس ۱۴٫۲۵ کیلومترمربع مساحت و ۶٬۴۳۷ نفر جمعیت دارد و ۷۲۳ متر بالاتر از سطح دریا واقع شده‌است.